# Brahmagiri
Brahmagiri är ett berg i Indien.   Det ligger i distriktet Kodagu och delstaten Karnataka, i den södra delen av landet, 1 900 km söder om huvudstaden New Delhi. Toppen på Brahmagiri är 1 608 meter över havet.
Terrängen runt Brahmagiri är huvudsakligen kuperad. Brahmagiri är den högsta punkten i trakten. Runt Brahmagiri är det tätbefolkat, med 308 invånare per kvadratkilometer. Närmaste större samhälle är Mananthavady, 14,6 km söder om Brahmagiri. I omgivningarna runt Brahmagiri växer i huvudsak städsegrön lövskog.